# HC 07 Detva
Le HC 07 Detva est un club de hockey sur glace de Detva en Slovaquie. Il évolue dans la 1.liga, le deuxième échelon slovaque.

## Historique
Le club est créé en 2007 sous le nom de HC 07 Detva. Il remplace le HKm Detva.

## Palmarès
- Vainqueur de la 2.liga : 2008.